# Тостао
Едуардо Гонкалвеш де Андраде (порт. Eduardo Gonçalves de Andrade; Бело Оризонте, 25. јануар 1947), познатији као Тостао, бивши је бразилски фудбалер.

## Биографија
Започео је фудбалску каријеру 1962. године у клубу Америка Минеиро. За тај тим је одиграо 26 утакмица, а постигао је 16 погодака. Од 1964. године је прешао у Крузеиро где је играо до 1972. године. Наступио је на 378 утакмица за Крузеиро и постигао 249 погодака. Пред крај каријере, 1972. године, потписао је за Васко да Гаму где је одиграо 45 утакмица и постигао 6 погодака. У Васко да Гами је 1973. године завршио фудбалску каријеру. Био је приморан да се повуче из фудбала са само 27 година, након што су му се појавили проблеми са видом, упркос покушајима корективне операције.
За репрезентацију Бразила је одиграо 54 утакмице и постигао 32 гола. У квалификацијама за Светско првенство 1970. године Тостао је био један од најбољих стрелаца екипе. Поред тога, остварио је велики број асистенција. Показао је висок ниво игре на завршном турниру Светског првенства 1970. године у Мексику, а са репрезентацијом Бразила је постао првак света.
Након што се повукао из фудбала, Тостао је завршио медицину и постао лекар. Ради као спортски новинар и ТВ коментатор.

## Успеси

### Клуб
Крузеиро
- Серија А Бразила: 1966.[5]
- Лига Минеиро: 1965, 1966, 1967, 1968, 1969.[5]

#### Репрезентација
Бразил
- Светско првенство: 1970.[5]

### Индивидуалне награде
- Бола де Прата, Сребрна лопта: 1970.
- Најбољи стрелац Серије А Бразила: 1970. (12 голова)[6]
- Јужноамерички фудбалер године: 1971.
- ИФФХС бразилски фудбалер 20. века (5. место)[7]
- ИФФХС Јужноамерички фудбалер 20. века (13. место)[7]
- Часопис World Soccer: 100 најбољих фудбалера свих времена[8]
- Бразилски фудбалски музеј — Кућа славних